# Hochsiedel
Der Hochsiedel ist ein 1126 m ü. NHN hoher Berg in den Allgäuer Alpen und bildet den Höhepunkt eines markanten Gratausläufers des Prodelkamms. Er liegt auf dem Gebiet der bayerischen Marktgemeinde Oberstaufen.

## Geologie
Der Berg stellt die höchste Erhebung einer Nebenkette des Prodelkamms dar, die danach steil ins Tal der Weißach abfällt. Sein Gestein ist, wie das aller umgebenden Bergketten und Einzelerhebungen, aufgeschichtetes Nagelfluh, das mit Kiesbänken und Mergelschichten durchsetzt ist.

## Geographie
Der Hochsiedel ragt leicht exponiert in das Tal der Konstanzer Ach. Vom Gipfel, der die meisten Berge der nördlich angrenzenden Nagelfluhkette überragt, sieht man weit ins oberschwäbische Tiefland. Im Westen blickt man über den Hündlekopf auf das Bergdorf Steibis, auf die Berge des Imbergkammes und ins Weißachtal. Die Sicht zum Gemeindehauptort Oberstaufen verstellt der Staufen, der nur geringfügig weniger hoch, aber in direkter Linie und sehr nahe beim Ort steht. Die Gratlinie zwischen dem Hochsiedel über den Hündlekopf zum Staufen ist Teil der Europäischen Hauptwasserscheide zwischen Mittelmeer und Nordsee.

## Flora

Alljährliche Krokusblüte am Osthang des Hochsiedels

Wie auf allen Allgäuer Voralpen westlich der Iller, profitiert auch der Bewuchs auf dem Hochsiedel vom kalkreichen Nagelfluhgestein und seinen mineralreichen Mergelschichten. So findet sich auch hier die typische Blumen- und Pflanzenvielfalt der hinteren Nagelfluhkette.
Eine Besonderheit des Hochsiedel ist die alljährlich im April einsetzende Blüte weißer und violetter Krokusse, die die Hänge und Matten der Ostseite zu Hunderttausenden bereichern und eine touristische Attraktion darstellen.

## Alpwirtschaft
An den Hängen des Hochsiedels liegen mehrere Alpwirtschaften mit sommerlicher Bestückung durch Jungvieh. Die bedeutendste ist die aus drei Legern bestehende Hündlealpe (siehe Hauptartikel) auf der Westseite des Berges.
Auf der Nordseite liegt die namensgebende Hochsiedel-Alpe.
Auf der Südseite liegen (von oben nach unten) die Alpen Bärenschwand, Ochsenschwand und Tura.

## Tourismus
Die touristische Nutzung des Hochsiedels ist seit jeher auf seinen Westteil fokussiert, den auch schon vor der Gebietsreform 1972 Oberstaufener Teil des Berges. Dort errichtete ein privater Investor 1963 eine Sesselbahn auf die oberen Lagen der Hündlealpe. Seither dient die Hündlebahn sommers wie winters als Zubringer von Wanderern und Skifahrern auch für den zentralen Bereich des Hochsiedels.

### Sommer
Der Gipfel des Hochsiedels ist der Höhepunkt mehrerer Wanderrouten von der Hündlebahn in Richtung Schwändle und Kirchdorf. Zur Krokusblüte im Frühling bilden die Osthänge ein eigenständiges Tourenziel.

### Wintersport
Durch die Sesselbahn entstand am Hündle ein Skigebiet, das bereits 1966 die Austragung internationaler Skirennen anziehen konnte und überregional sehr bekannt wurde. Das Skigebiet wurde dann durch den Hochsiedellift, einen Schlepplift zum Hauptgipfel auf weite Teile des Nordhangs erweitert. Wegen der hohen und entlegenen Talstation kann der Hochsiedellift aber sinnvoll nur in Verbindung mit der Hündlebahn betrieben werden. Seit dem Jahre 2020 bringt eine neu erstellte 6er-Sesselbahn Ski-Touristen aus einer Höhe von 920 m direkt auf den Gipfel.